# Badnjevac (okręg toplicki)
Badnjevac (cyr. Бадњевац) – wieś w Serbii, w okręgu toplickim, w gminie Žitorađa. W 2011 roku liczyła 736 mieszkańców.